# Nombre de Goldberg
Le nombre de Goldberg est le rapport des effets non-linéaires aux effets dissipatifs au cours de la propagation d'une onde acoustique. Les effets non-linéaires sont à l'origine de discontinuités comme dans l'onde en N, discontinuités qui sont contrebalancées par les effets visqueux. Ce nombre a été introduit par Zinoviy Goldberg.
Il est défini par :
{\displaystyle \Gamma ={\frac {l_{a}}{l_{s}}}={\frac {k\beta M_{a}}{\alpha }}}
où :
- {\displaystyle l_{a}={\frac {1}{\alpha }}} est la longueur caractéristique liée à l'absorption, égale à l'inverse du coefficient d'absorption {\displaystyle \alpha },
- {\displaystyle l_{s}} est la longueur caractéristique liée à la formation de la discontinuité,
- {\displaystyle k} est le nombre d'onde,
- {\displaystyle \beta } est le paramètre de non-linéarité,
- {\displaystyle M_{a}} est le nombre de Mach acoustique.